# EM-2
 بندقية EM-2  أو بندقية جانسون (بالإنجليزية: EM-2 rifle)‏ هي بندقية هجومية بريطانية الصنع.

## المستخدمون
بريطانيا العظمى